# Tomba dell'Atleta
La tomba dell'Atleta è una tomba rinvenuta a Ugento e custodito all'interno del Nuovo Museo archeologico di Ugento.

## Descrizione
Si tratta di una tomba a semicamera con pareti interne affrescate, principalmente con fasce decorative, e con un ricco corredo di influenza greca, testimonianza del costume funerario messapico. La sepoltura sembra essere stata realizzata da artigiani formati nell'architettura greca, durante un periodo di forte influenza culturale ellenica nel Salento. Le pareti interne della tomba, levigate con cura, mostrano tracce di colore e motivi, tra cui una serie regolare di fasce con estremità arrotondate e nastri ondulati che pendono verso il basso.
La tomba risale alla fine del VI secolo o all'inizio del V secolo a.C. e conteneva i resti di un probabile atleta di circa 30 anni e di un secondo giovane di circa 15 anni.
Il corredo della tomba è eccezionale e può essere ammirato nel Nuovo Museo archeologico di Ugento. Comprende oggetti di produzione messapica, bronzi importati dalla Grecia, da Corinto e da Atene. In particolare, sono stati trovati due strigili in bronzo (utilizzati per pulirsi dopo l'allenamento), un alabastron (usato per conservare profumi e oli per il corpo) e due aryballoi (piccoli recipienti portati dai polsi degli atleti, contenenti oli profumati per gli allenamenti), tutti associati all'attività agonistica.